# Llista de monuments de Catarroja
Monuments de Catarroja (Horta Sud) catalogats en l'Inventari General del Patrimoni Cultural Valencià com a béns d'interés cultural (BIC) i béns immobles de rellevància local (BRL), i en l'inventari sectorial de béns immobles d'etnologia (BIE).
| Monument                                                  | Prot.? | Estil/època    | Localització                            | Coordenades                                          | Codi?         | Imatge |
| --------------------------------------------------------- | ------ | -------------- | --------------------------------------- | ---------------------------------------------------- | ------------- | --- |
| Casa Vivanco                                              | BIC    | S.XVIII        | Catarroja Camí Reial, 22                | 39° 24′ 11″ N, 0° 24′ 13″ O / 39.403124°N,0.403628°O | RI-51-0004525 | Casa Vivanco (Catarroja) · Vegeu més fotos d'aquest monument · Carregueu una nova foto d'aquest monument                           |
| Església parroquial de Sant Miquel                        | BRL    | S.XVIII (1730) | Catarroja C. Sant Miquel                | 39° 24′ 01″ N, 0° 24′ 07″ O / 39.400411°N,0.402005°O | 46.16.094-001 | Església parroquial de Sant Miquel (Catarroja) · Vegeu més fotos d'aquest monument · Carregueu una nova foto d'aquest monument     |
| Xemeneia de l'Hort de Fadrí                               | BRL    | S.XX           | Catarroja Camí de Paiporta a Santa Anna | 39° 25′ 02″ N, 0° 25′ 14″ O / 39.417132°N,0.420468°O | 46.16.094-005 | Xemeneia de l'Hort de Fadrí (Catarroja) · Vegeu més fotos d'aquest monument · Carregueu una nova foto d'aquest monument            |
| Xemeneia de l'Hort de Santa Anna                          | BRL    | S.XIX (1863)   | Catarroja Camí de Paiporta a Santa Anna | 39° 24′ 26″ N, 0° 25′ 33″ O / 39.407133°N,0.425961°O | 46.16.094-006 | Xemeneia de l'Hort de Santa Anna (Catarroja) · Vegeu més fotos d'aquest monument · Carregueu una nova foto d'aquest monument       |
| Xemeneia del Motor Moderno                                | BRL    | S.XIX          | Catarroja Camí Vell de Torrent          | 39° 24′ 47″ N, 0° 26′ 03″ O / 39.413001°N,0.434145°O | 46.16.094-007 | Xemeneia del Motor Moderno (Catarroja) · Vegeu més fotos d'aquest monument · Carregueu una nova foto d'aquest monument             |
| Mercat Municipal                                          | BIE    | XX (1929)      | Catarroja Pl. del Mercat                | 39° 24′ 09″ N, 0° 24′ 05″ O / 39.402488°N,0.401296°O | 46.16.094-E2  | Mercat Municipal (Catarroja) · Vegeu més fotos d'aquest monument · Carregueu una nova foto d'aquest monument                       |
| Motor del camí del Port                                   | BIE    | XX             | Catarroja Camí del Port                 | 39° 23′ 34″ N, 0° 22′ 33″ O / 39.392896°N,0.375737°O | 46.16.094-E4  | Carregueu una nova foto d'aquest monument                                                                                          |
| Motor de la Perereta-Laval                                | BIE    | 1931           | Catarroja Camí del Port                 | 39° 23′ 51″ N, 0° 23′ 51″ O / 39.397591°N,0.397449°O | 46.16.094-E5  | Carregueu una nova foto d'aquest monument                                                                                          |
| Cinema Vell                                               | BIE    | 1920-1930      | Catarroja Av. Camí Real, 7              | 39° 24′ 13″ N, 0° 24′ 11″ O / 39.403732°N,0.402945°O | 46.16.094-E6  | Carregueu una nova foto d'aquest monument                                                                                          |
| Cementeri Municipal                                       | BIE    | 1889           | Catarroja Av. Múrcia - av. Rei Jaume I  | 39° 24′ 24″ N, 0° 24′ 38″ O / 39.406742°N,0.410672°O | 46.16.094-E9  | Carregueu una nova foto d'aquest monument                                                                                          |
| Pont sobre el barranc de Xiva                             | BIE    | 1767           | Catarroja Entre Catarroja i Massanassa  | 39° 24′ 31″ N, 0° 24′ 04″ O / 39.408701°N,0.401146°O | 46.16.094-E11 | Pont sobre el barranc de Xiva (Catarroja) · Carregueu una nova foto d'aquest monument                                              |
| Estació de Ferrocarril Renfe Catarroja                    | BIE    | 1940           | Catarroja                               | 39° 24′ 00″ N, 0° 23′ 57″ O / 39.400018°N,0.399216°O | 46.16.094-E12 | Estació de Ferrocarril Renfe Catarroja (Catarroja) · Vegeu més fotos d'aquest monument · Carregueu una nova foto d'aquest monument |
| Motor Nou del Salt del Llop                               | BIE    | XIX (1900)     | Catarroja Salt del Llop                 | 39° 25′ 01″ N, 0° 25′ 12″ O / 39.41694°N,0.41994°O   | 46.16.094-E13 | Carregueu una nova foto d'aquest monument                                                                                          |
| Motor Pou Nou                                             | BIE    | XX (1930)      | Catarroja Ctra. de Torrent a Albal      | 39° 24′ 47″ N, 0° 26′ 03″ O / 39.413139°N,0.434244°O | 46.16.094-E14 | Motor Pou Nou (Catarroja) · Vegeu més fotos d'aquest monument · Carregueu una nova foto d'aquest monument                          |
| Port de Catarroja                                         | BIE    | XIX, XX        | Catarroja                               | 39° 23′ 33″ N, 0° 22′ 31″ O / 39.392573°N,0.375413°O | 46.16.094-E15 | Port de Catarroja (Catarroja) · Vegeu més fotos d'aquest monument · Carregueu una nova foto d'aquest monument                      |
| Escola de Capatassos, antics rajolar, batedora i paperera | BIE    | XX (1954)      | Catarroja Camí del Port                 | 39° 23′ 38″ N, 0° 22′ 52″ O / 39.3939°N,0.3811°O     | 46.16.094-E16 | Carregueu una nova foto d'aquest monument                                                                                          |
| Casa del Groc                                             | BIE    | XIX            | Catarroja Camí de Torrent               | 39° 24′ 08″ N, 0° 25′ 13″ O / 39.402243°N,0.420233°O | 46.16.094-E17 | Carregueu una nova foto d'aquest monument                                                                                          |
| Hort de Ferrís                                            | BIE    | XIX            | Catarroja Camí Vell de Picassent        | 39° 24′ 23″ N, 0° 25′ 02″ O / 39.406385°N,0.417305°O | 46.16.094-E18 | Carregueu una nova foto d'aquest monument                                                                                          |
| Hort de Don Paco i Motor de Sant Andreu                   | BIE    | XIV            | Catarroja Davant del cementeri          | 39° 24′ 23″ N, 0° 24′ 51″ O / 39.40643°N,0.41404°O   | 46.16.094-E19 | Carregueu una nova foto d'aquest monument                                                                                          |
| Vila Consuelo                                             | BIE    |                | Catarroja Camí del Mestre               | 39° 24′ 31″ N, 0° 25′ 09″ O / 39.408543°N,0.419118°O | 46.16.094-E20 | Carregueu una nova foto d'aquest monument                                                                                          |
| Casa de la Marquesa                                       | BIE    |                | Catarroja Camí vell de Picassent        | 39° 24′ 48″ N, 0° 24′ 51″ O / 39.413408°N,0.414304°O | 46.16.094-E21 | Carregueu una nova foto d'aquest monument                                                                                          |
| Hort de Fadrí                                             | BIE    |                | Catarroja Camí de Paiporta a Santa Anna | 39° 25′ 01″ N, 0° 25′ 13″ O / 39.417062°N,0.420209°O | 46.16.094-E22 | Hort de Fadrí (Catarroja) · Vegeu més fotos d'aquest monument · Carregueu una nova foto d'aquest monument                          |
| Casa del Mestre                                           | BIE    |                | Catarroja Camí de Paiporta a Santa Anna | 39° 24′ 26″ N, 0° 25′ 33″ O / 39.407241°N,0.425843°O | 46.16.094-E23 | Carregueu una nova foto d'aquest monument                                                                                          |
| Hort de Romeu                                             | BIE    |                | Catarroja                               | 39° 24′ 46″ N, 0° 24′ 49″ O / 39.41269°N,0.41367°O   | 46.16.094-E24 | Carregueu una nova foto d'aquest monument                                                                                          |
| Hort d'Estela o Masia de les Estreles                     | BIE    |                | Catarroja Camí de Paiporta a Santa Anna | 39° 24′ 48″ N, 0° 25′ 20″ O / 39.413469°N,0.422304°O | 46.16.094-E25 | Carregueu una nova foto d'aquest monument                                                                                          |
| Caseta d'Apers, camí de les Pedreres                      | BIE    |                | Catarroja Desapareguda                  | 39° 24′ 08″ N, 0° 26′ 41″ O / 39.40217°N,0.444656°O  | 46.16.094-E26 | Carregueu una nova foto d'aquest monument                                                                                          |
| Caseta d'Apers, vora l'Abocador                           | BIE    | XX             | Catarroja                               | 39° 24′ 10″ N, 0° 26′ 40″ O / 39.402843°N,0.444539°O | 46.16.094-E27 | Carregueu una nova foto d'aquest monument                                                                                          |
| Séquia del Port de Catarroja                              | BIE    |                | Catarroja Camí del Port                 | 39° 23′ 37″ N, 0° 22′ 50″ O / 39.393653°N,0.380551°O | 46.16.094-E28 | Carregueu una nova foto d'aquest monument                                                                                          |
| Séquia de Favara d'Albal                                  | BIE    | 1914           | Catarroja En gran part soterrada        | 39° 24′ 46″ N, 0° 24′ 21″ O / 39.412853°N,0.405963°O | 46.16.094-E32 | Carregueu una nova foto d'aquest monument                                                                                          |
| Motor Temporal                                            | BIE    | XX (1914)      | Catarroja Alter                         | 39° 23′ 35″ N, 0° 23′ 02″ O / 39.39292°N,0.384003°O  | 46.16.094-E33 | Carregueu una nova foto d'aquest monument                                                                                          |
| Motor Font de la Rambleta                                 | BIE    | XX (1914)      | Catarroja Alter                         | 39° 23′ 24″ N, 0° 23′ 09″ O / 39.390133°N,0.38586°O  | 46.16.094-E34 | Carregueu una nova foto d'aquest monument                                                                                          |
| Motor                                                     | BIE    | XX (1914)      | Catarroja Tancà                         | 39° 23′ 25″ N, 0° 23′ 20″ O / 39.390255°N,0.388874°O | 46.16.094-E35 | Carregueu una nova foto d'aquest monument                                                                                          |
| Motor Racó de la Tancà                                    | BIE    | XX (1914)      | Catarroja Tancà                         | 39° 23′ 12″ N, 0° 23′ 02″ O / 39.386799°N,0.383814°O | 46.16.094-E36 | Carregueu una nova foto d'aquest monument                                                                                          |
| Motor Bony                                                | BIE    | XX (1914)      | Catarroja Tancadeta del Bony            | 39° 23′ 05″ N, 0° 21′ 46″ O / 39.384681°N,0.362648°O | 46.16.094-E37 | Carregueu una nova foto d'aquest monument                                                                                          |
| Motor Font de la Rambleta 2                               | BIE    | XX (1914)      | Catarroja Alfararenc                    | 39° 22′ 56″ N, 0° 21′ 49″ O / 39.382318°N,0.363724°O | 46.16.094-E38 | Carregueu una nova foto d'aquest monument                                                                                          |
| Motor l'Alfararenc                                        | BIE    | XX (1914)      | Catarroja Alfararenc                    | 39° 22′ 53″ N, 0° 21′ 44″ O / 39.381362°N,0.362088°O | 46.16.094-E39 | Carregueu una nova foto d'aquest monument                                                                                          |
| Motor Naya                                                | BIE    | XX (1914)      | Catarroja Tancat de Naya                | 39° 22′ 44″ N, 0° 21′ 36″ O / 39.37882°N,0.360036°O  | 46.16.094-E40 | Carregueu una nova foto d'aquest monument                                                                                          |
| Motor Sarier                                              | BIE    | XX (1914)      | Catarroja Tancat del Sarier             | 39° 22′ 27″ N, 0° 21′ 41″ O / 39.374204°N,0.361476°O | 46.16.094-E41 | Carregueu una nova foto d'aquest monument                                                                                          |
| Motor Patim                                               | BIE    | XX (1914)      | Catarroja Tancat de Patim               | 39° 21′ 57″ N, 0° 21′ 14″ O / 39.36584°N,0.353759°O  | 46.16.094-E42 | Carregueu una nova foto d'aquest monument                                                                                          |